# Veronica linifolia
Veronica linifolia är en grobladsväxtart som beskrevs av Joseph Dalton Hooker. Veronica linifolia ingår i släktet veronikor, och familjen grobladsväxter. Inga underarter finns listade i Catalogue of Life.